# Maurice Hilleman
Maurice Hilleman (født 30. august 1919 i Miles City, Montana, død 11. april 2005 (85 år) i Philadelphia) var en amerikansk mikrobiolog.
Hilleman udviklede over 40 vacciner.
Omkring halvdelen af vaccinerne som gives i børnevaccinationsprogrammet er udviklet af ham, deriblandt vacciner mod mæslinger, fåresyge, hepatitis A, hepatitis B, skoldkopper og meningitis. Han deltog også i opdagelsen af forkølelsesviruset Adenoviridae, hepatitis-viruset og det kræftfremkaldende virus SV40.
Hillemann har gennem sine vacciner reddet flere menneskeliv end nogen anden medicinsk forsker fra 1900-tallet. Robert Gallo har beskrevet ham som "den mest succesfulde vaccineudvikler i historien".